# Involução (falácia biológica)

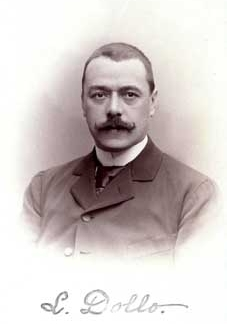
O biólogo belga Louis Dollo formulou a hipótese de que a involução é impossível.

O termo involução é empregado, na linguagem coloquial, como um processo oposto ao da evolução dos seres vivos. O conceito popular de involução é o de retrocesso, de perda de qualidades benéficas, como força e inteligência, e de retorno a um estado primitivo.
Essa ideia não é respaldada pelo consenso científico, apesar de estarem surgindo algumas poucas publicações a favor de um contínuo e crescente  acúmulo de mutações deleterias nas populações humana e dos seres vivos em geral. 
A evolução biológica é um processo contínuo e unidirecional, assim não há "antievolução" ou "involução". Não existem, na teoria evolucionista, parâmetros de excelência de que seres possam se aproximar ou se afastar. Além disso, o retorno a um estágio biológico anterior, na trajetória evolutiva, é um evento praticamente impossível; este princípio é enunciado pela Lei de Dollo. Pode ocorrer a volta de certas caraterísticas abandonadas previamente, conhecida como reversão evolutiva. Mas isso é só uma hipótese. Talvez o que possa ocorrer seria um declínio de qualidade genético-proteica como defende Gerald Crabtree .
A ideia popular de involução pode surgir da noção incorreta de que a evolução tem um propósito derradeiro.